# 162. østlige længdekreds
Den 162. østlige længdekreds (eller 162 grader østlig længde) er en længdekreds, der ligger 162 grader øst for nulmeridianen. Den løber gennem Ishavet, Asien, Stillehavet, det Sydlige Ishav og Antarktis.